# Краснянский, Михаил Борисович
Михаил Борисович Краснянский (14 сентября 1873, хутор Власово-Аютинский, Черкасский округ ― 17 января 1944) ― краевед, историк, археолог, горный инженер. Основатель Ростовского краеведческого музея.

## Биография
Михаил Краснянский родился 14 сентября 1873 года в хуторе Власове-Аютинском Черкасского округа. Михаил Борисович жил в городе Новочеркасске, где учился в Окружном училище, затем в Лисичанской штейгерской школе, получил звание горного штейгера и с 10 июня 1894 года в Грушевке Черкасского округа Донской области работал на антрацитовых копях И. С. Панченко. В 1896 году Краснянский работал в качестве техника горного дела на Дону по приглашению Ростовской городской управы. Михаил Борисович Краснянский в 1899 году ― штейгер Одесского градоначальства, откуда был направлен на учёбу в Главную палату мер и весов. В 1906 году он возвращается в город Ростов-на-Дону и работает в должности городского штейгера. Михаил Борисович в начале 20-х годов XX века работал в продовольственной комиссии, а в конце 20-х годов был ответственным работником по карьерам на 2 группе кирпичного завода. М. Б. Краснянский побывал в командировках в Германии, Франции, Бельгии, для ознакомления с постановкой горного дела.
При активном участии Михаила Краснянского в 1909 году было организовано Ростовское-на-Дону Общество истории, древности и природы, потом Северо-Кавказское краевое общество археологии, истории и этнографии. В 1912 году был издан первый том «Записок Ростовского-на-Дону Общества истории, древности и природы», который включал работы Михаила Борисовича Краснянского по истории и археологии Дона.
М. Б. Краснянский ― основатель Ростовского краеведческого музея, который открылся 1 мая 1910 года. Михаил Борисович вспоминал:

Чтобы создать на Дону музей, надо быть чудаком — так у нас оценивается труд краеведа, музейного работника.
 
Меня 1000 раз высмеивали, бранили, завидовали и редко хвалили, но я безвозмездно двенадцать лет (1894—1906 гг.) собирал коллекции для городского музея в Ростове, одиннадцать лет я надоедал Городской Управе, что Ростов растёт, Ростову нужен музей. И одиннадцать лет (1906—1917 гг.) бесплатно работал директором музея и всё же создал Ростову Музей краеведения…
Краснянский передал музею свои богатые геологические и палеонтологические коллекции, включавшие образцы камней местных пород, окаменелости, найденные в пластах местного известняка, кости мамонта и др., впоследствии непрестанно заботился о пополнении музейных фондов. Собирал Михаил Борисович материалы для экспозиции не только на донской земле, но и за её пределами, производил зарисовки и обмеры донских городищ и памятников древности.
Михаил Краснянский проделал огромную работу по составлению библиографических указателей по естественной истории Донской области, истории народов, населяющих Донскую область, истории городов, археологии и этнографии, внёс большой вклад в изучение истории горного дела на Дону, горняцких поселений, занимался поиском новых месторождений полезных ископаемых.
Михаил Борисович Краснянский создал первую карту археологических памятников низовий Дона, составил Словарь донского краеведа и написал массу краеведческих трудов. Его библиографические работы понравились Народному комиссариату просвещения и он был избран главным корреспондентом Библиографической комиссии Центрального бюро краеведения.
В 1925 году Краснянский занимался выявлением и картографированием археологических памятников Ростова-на-Дону, была составлена археологическая карта города. Михаилу Борисовичу принадлежит открытие одного из меотских городищ на территории города ― Темерницкого, он был инициатором восстановления подлинного герба Ростова, утверждённого Александром I.
В годы Великой Отечественной войны, немцы захватили город Ростов-на-Дону и семидесятилетний Краснянский Михаил Борисович не эвакуировался.
В 1943 году после освобождения Ростова-на-Дону, М. Б. Краснянского арестовал СМЕРШ, хотя никаких фактов шпионажа Михаила Борисовича в пользу оккупантов не имелось. По обвинительному заключению СМЕРШа в 1943 году Краснянский Михаил Борисович был приговорен к смертной казни (расстрелу), которую впоследствии заменили 10-летней ссылкой. Михаил Борисович Краснянский скончался в ссылке 17 января 1944 года.
Краснянский М. Б. был реабилитирован в 1992 году. По материалам уголовного дела в заключении говорится:

Доказательств вины осуждённого в совершении им измены Родине и в участии в контрреволюционных организациях, образованных для подготовки или совершения контрреволюционных преступлений, по делу не имеется.
В городе Ростове-на-Дону назван переулок в память о Михаиле Борисовиче Краснянском, переулок Краснянского.

## Труды
- Алфавитный список донским казакам профессорского звания и первые о них справки. Ростов на Дону, 1918. (Материалы для изучения Области войска Донского в историческом, археологическом и промышленном отношениях, собранные за первое 25-ти летие деятельности на Юге России: 1893―1918).
- Блестящие фантазии и реальные нужды Донецкого бассейна. Ростов на Дону, 1918. (Материалы для изучения области Войска Донского в историческом, археологическом и промышленном отношениях, собранные за первое 25-ти летие деятельности на Юге России: 1893―1918).
- В защиту ходатайства общества штейгеров Южной России. Ростов-на-Дону, 1918. (Материалы для изучения Области Войска Донского в историческом, археологическом и промышленном отношениях, собранные на Юге России за 25-ти летие: 1893―1918).
- Водопроводы Донской области: (материалы к истории развития водопроводного дела в Донской области). [Ростов-на-Дону, 1915].
- Волго-Донской канал. Новочеркасск, 1894.
- Геологический и палеонтологический отделы Ростовского на Дону Городского музея. Ростов-на-Дону, 1912.
- Доклад обществу штейгеров Южной России о техническом журнале. Ростов-на-Дону, 1918. (Материалы для изучения Области Войска Донского в историческом, археологическом и промышленном отношениях, собранные за первое 25-ти летие деятельности на Юге России: 1893―1918).
- Донская антрацитовая промышленность и её нужды. Ростов-на-Дону, 1918. (Материалы для изучения Области Войска Донского в историческом, археологическом и промышленном отношениях, собранные за первое 25-летие деятельности на Юге России: 1893―1918).
- Донские казаки и промышленность Донской Казакии. Ростов-на-Дону, 1918. (Материалы для изучения Области Войска Донского в историческом, археологическом и промышленном отношениях, собранные на Юге России за 25-ти летие: 1893―1918).
- Заметки о ростовском водопроводе. Ростов-на-Дону, 1918. (Материалы для изучения Области войска Донского в историческом, археологическом и промышленном отношениях, собранные на Юге России за 25-ти летие: 1893―1918).
- Записки донского штейгера. Т. 1: Ростов-на-Дону, 1915.
- Историко-археологическое исследование о Доне. [Ростов-на-Дону, 191?].
- Корреспонденции из Германии, Франции и Австро-Венгрии о горных школах. Ростов на Дону, 1918.
- Литература по археологии. Ростов-на-Дону, 1912.
- Материалы по гидрогеологии Ростовского-на-Дону округа Донской области. Ростов-на-Дону, 1912.
- Остатки Древнегреческого поселения на территории г. Ростова н/Д. Ростов-на-Дону, [1910].
- Первые корреспонденции: юбилейные заметки Донского Штейгера за первое десятилетие журнальной деятельности на Юге России 1893—1903 гг.. Ростов-на-Дону, 1918. (Материалы для изучения Области Войска Донского в историческом, археологическом и промышленном отношениях, собранные на Юге России за 25-ти летие: 1893―1918).
- Полезные ископаемые Киевской губернии. Ростов-на-Дону, 1918. (Материалы для изучения Области Войска Донского в историческом, археологическом и промышленном отношениях, собранные за первое 25-ти летие деятельности на Юге России).
- Портреты некоторых донских писателей: материалы по истории донской прессы. [Ростов-на-Дону, 1918].
- Правительственная и частная служба штейгеров на Юге России. Ростов-на-Дону, 1918. (Материалы для изучения Области Войска Донского в историческом, археологическом и промышленном отношениях, собранные за первое 25-ти летие на Юге России: 1893―1918).
- Приговоры станичных обществ по поводу горных отводов. Ростов-на-Дону, 1918. (Материалы для изучения Области Войска Донского в историческом, археологическом и промышленном отношениях, собранные за первое 25-ти летие деятельности на Юге России: 1893―1918).
- Прошлое Дона: историко-археологическая справка о Доне по данным Новочеркасского и Ростовского на Дону городских музеев. [Ростов-на-Дону, 1915].
- Прошлое Дона: историко-археологическая справка о Доне по данным Новочеркасского и Ростовского на Дону городских музеев. [Ростов-на-Дону, 1915].
- Разыскания о гербе города Ростова-на-Дону. Ростов-на-Дону, [1910].
- Уроженец Дона писатель Даниил Лукич Мордовцев: 1830—1905 гг.. Ростов на Дону, 1914.
- Школа кочегаров на Грушевке. Ростов-на-Дону, 1918. (Материалы для изучения Области Войска Донского в историческом, археологическом и промышленном отношениях, собранные за первое 25-ти летие деятельности на Юге России: 1893―1918).